# Eerste klasse 1949-1950 (basketbal dames België)
Het seizoen 1949-50 was de 2e editie van de Belgische vrouwenbasketbalcompetitie.  De ereklasse telde 12  ploegen die over 22 speeldagen streden voor de landstitel, de competitie nam een aanvang op zondag 18 september 1949.
US Anderlecht behaalde haar eerste titel.

## Teams
- Atalante Brussel
- Olympia Antwerpen
- Etoile Gent
- Amicale Gent
- R. Energeia TC
- US Anderlecht
- O.K. Oudergem
- Lyra BC
- Fèmina Bruxelles
- Firenze Antwerpen
- Mercurius
- A.S.U.B.

## Eindstand
|  |    |                   | P  | W  | V  | D | Ptn |
|  | -- | ----------------- | -- | -- | -- | - | --- |
|  | 1  | US Anderlecht     | 22 | 20 | 2  | 0 | 40  |
|  | 2  | Atalante Brussel  | 22 | 18 | 3  | 1 | 37  |
|  | 3  | Etoile Gent       | 22 | 15 | 7  | 0 | 30  |
|  | 4  | A.S.U.B.          | 22 | 14 | 7  | 1 | 29  |
|  | 5  | Olympia Antwerpen | 21 | 14 | 7  | 0 | 28  |
|  | 6  | OK Oudergem       | 21 | 12 | 9  | 0 | 24  |
|  | 7  | Lyra BC           | 22 | 11 | 10 | 1 | 23  |
|  | 8  | Amicale Gent      | 22 | 8  | 14 | 0 | 16  |
|  | 9  | Fémina Brussel    | 22 | 6  | 16 | 0 | 12  |
|  | 10 | Firenze           | 22 | 4  | 16 | 2 | 10  |
|  | 11 | Mercurius         | 22 | 3  | 17 | 2 | 8   |
|  | 12 | Energeia          | 22 | 2  | 19 | 1 | 5   |

1935–36 ·
1936–37 ·
1937–38 ·
1938–39 ·
1939–40 ·
1940–41 ·
1941–42 ·
1942–43 ·
1943–44 ·
1944–45 ·
1945–46 ·
1946–47 ·
1947–48 ·
1948–49 ·
1949–50 ·
1950–51 ·
1951–52 ·
1952–53 ·
1953–54 ·
1954–55 ·
1955–56 ·
1956–57 ·
1957–58 ·
1958–59 ·
1959–60 ·
1960–61 ·
1961–62 ·
1962–63 ·
1963–64 ·
1964–65 ·
1965–66 ·
1966–67 ·
1967–68 ·
1968–69 ·
1969–60 ·
1970–71 ·
1971–72 ·
1972–73 ·
1973–74 ·
1974–75 ·
1975–76 ·
1976–77 ·
1977–78 ·
1978–79 ·
1979–80 ·
1980–81 ·
1981–82 ·
1982–83 ·
1983–84 ·
1984–85 ·
1985–86 ·
1986–87 ·
1987–88 ·
1988–89 ·
1989–90 ·
1990–91 ·
1991–92 ·
1992–93 ·
1993–94 ·
1994–95 ·
1995–96 ·
1996–97 ·
1997–98 ·
1998–99 ·
1999–00 ·
2000–01 ·
2001–02 ·
2002–03 ·
2003–04 ·
2004–05 ·
2005–06 ·
2006–07 ·
2007–08 ·
2008–09 ·
2009–10 ·
2010–11 ·
2011–12 ·
2012–13 ·
2013–14 ·
2014–15 ·
2015–16 ·
2016–17 ·
2017–18 ·
2018–19 ·
2019–20 · 2020–21 · 2021–22 · 2022–23 · 2023–24 · 2024–25